# Heudicourt, Eure
Heudicourt je naselje in občina v severnem francoskem departmaju Eure regije Zgornje Normandije. Naselje je leta 2008 imelo 618 prebivalcev.

## Geografija
Kraj leži v pokrajini Normandiji 59 km severovzhodno od Évreuxa.

## Uprava
Občina Heudicourt skupaj s sosednjimi občinami Chauvincourt-Provemont, Coudray, Doudeauville-en-Vexin, Étrépagny, Farceaux, Gamaches-en-Vexin, Hacqueville, Longchamps, Morgny, Mouflaines, La Neuve-Grange, Nojeon-en-Vexin, Puchay, Richeville, Sainte-Marie-de-Vatimesnil, Saussay-la-Campagne, Le Thil, Les Thilliers-en-Vexin in Villers-en-Vexin tvori kanton Étrépagny s sedežem v Étrépagnyju, sestavni del okrožja Les Andelys.

## Zanimivosti
- cerkev sv. Sulpicija iz 16. stoletja,
- kapela Presvetega Odrešenika iz 16. stoletja,
- dvorec château d'Heudicourt iz 17. stoletja.

1. ↑  »Populations légales 2016«. Nacionalni inštitut za statistične in gospodarske raziskave. Pridobljeno 25. aprila 2019.